# إريك سابين
إريك سابين (بالفرنسية: Éric Sabin)‏ هو لاعب كرة قدم فرنسي في مركز الهجوم، ولد في 22 أغسطس 1974 في سارسيل في فرنسا. شارك مع منتخب مارتينيك لكرة القدم. أما مع النوادي، فقد لعب مع أكسفورد يونايتد وسويندون تاون وكوينز بارك رينجرز ونادي أرليه أفينيون ونادي بوسطن يونايتد ونادي جازيليك أجاكسيو ونادي واسكال ونورثامبتون تاون ونيم أولمبيك.

## وصلات خارجية
- إريك سابين على موقع قاعدة بيانات كرة القدم.إي يو (الإنجليزية)
- إريك سابين على موقع ليكيب (الفرنسية)
- إريك سابين على موقع ناشيونال فوتبول تيمز (الإنجليزية)
- إريك سابين على موقع Soccerbase.com (لاعب) (الإنجليزية)